# Nabro
Nabro – stratowulkan w Erytrei
Wulkan Nabro znajduje się w Kotlinie Danakilskiej. Ukształtowany został w epoce holocenu. Do 2011 r. uznawany za nieczynny. 
12 czerwca 2011 r. doszło do pierwszej znanej w czasach historycznych erupcji.